# Denys Arcand
Denys Arcand (Deschambault, 25 juni 1941) is een Canadees regisseur.
Denys Arcand studeerde geschiedenis aan de universiteit van Montréal, voordat hij in de jaren '60 films begon te maken. Hij brak door in het buitenland met de film Le Déclin de l'empire américain (1968) over een groep vrienden uit de generatie van mei '68. Met de opvolger Les Invasions barbares (2003) won hij de Oscar voor Beste niet-Engelstalige film.

## Filmografie
- 1962: Seul ou avec d'autres
- 1963: Champlain
- 1964: Les Montréalistes
- 1967: Volleyball
- 1967: Parcs atlantiques
- 1967: Montréal, un jour d'été
- 1972: Québec: Duplessis et après...
- 1972: La Maudite Galette
- 1973: Réjeanne Padovani
- 1974: Gina
- 1975: La Lutte des travailleurs d'hôpitaux
- 1976: On est au coton
- 1982: Le Confort et l'indifférence
- 1984: Le Crime d'Ovide Plouffe
- 1986: Le Déclin de l'empire américain
- 1989: Jésus de Montréal
- 1991: Montréal vu par...
- 1993: Love & Human Remains
- 1996: Joyeux calvaire
- 2000: Stardom
- 2003: Les Invasions barbares
- 2007: L'Âge des ténèbres
- 2014: Le Règne de la beauté